# Malangen

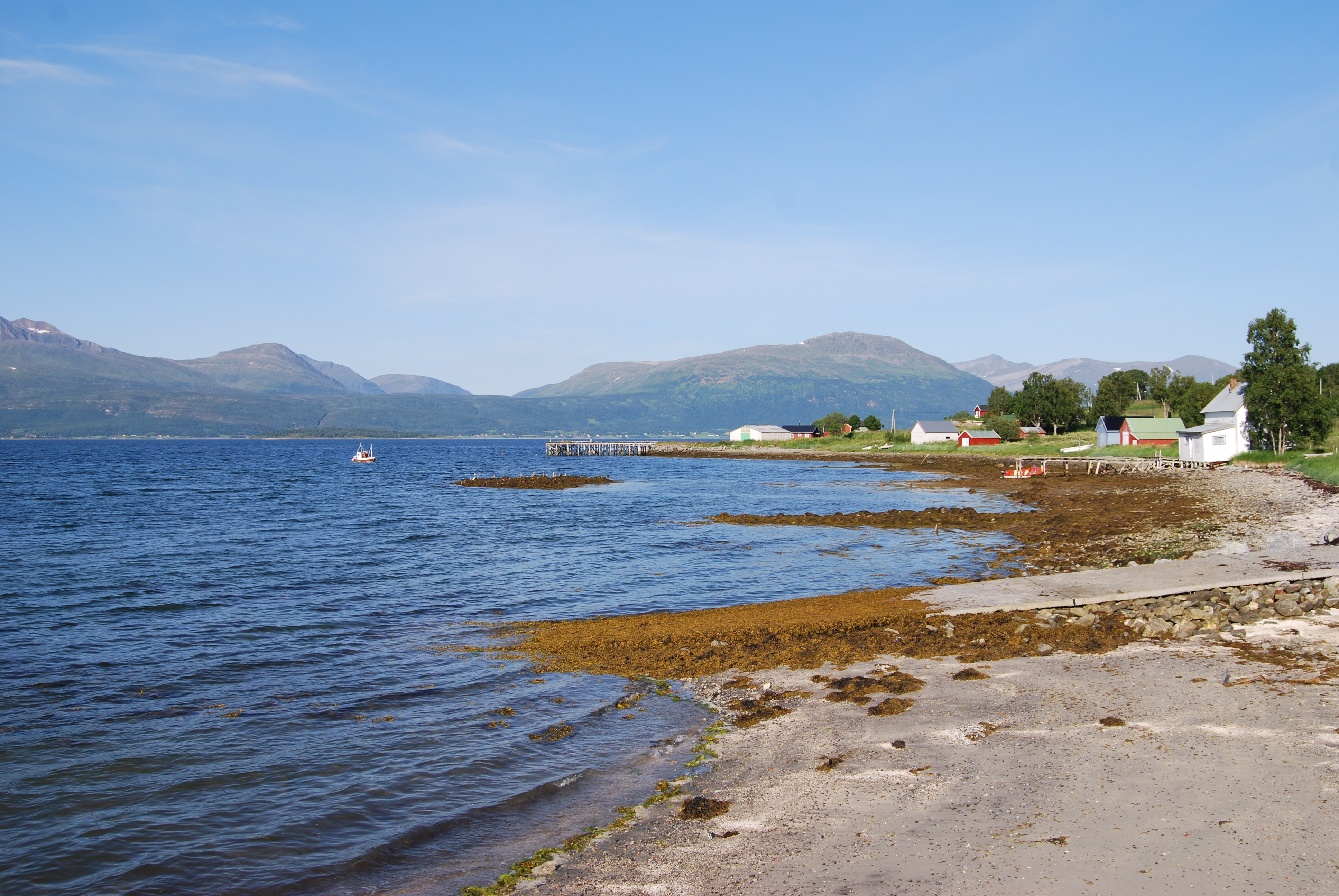
Malangen.

Malangen eller Malangsfjorden är en fjord i Troms fylke i norra Norge. Den skär sig in från Tromsøleden åt sydöst mellan öarna Senja och Kvaløya och vidare in i fastlandet på gränsen mellan Balsfjords och Senja kommuner. I den inre delen av Malangen grenar sig fyra fjordarmar ut: Nordfjorden, Aursfjorden, Målselvfjorden och Rossfjorden. Längst in i Målselvfjorden mynnar älven Målselva ut. Malangen är sammanlagt cirka 60 kilometer lång. 
Fjorden har en historisk viktig betydelse som nordgräns för den norska bosättningen under medeltiden. Utanför dess mynning ligger Malangsdypet mellan Malangsgrunnen och Sveinsgrunnen.
Namnet kommer av fornnordiskans malr, 'säck, påse', och angr, 'fjord'.